# 성삼재
성삼재(姓三재)는 전라남도 구례군 산동면 좌사리와 구례군 광의면 사이에 위치한 백두대간의 고개이다. 지리산국립공원에 속해 있으며 정상에 지방도 제861호선의 휴게소인 성삼재휴게소가 위치해 있다. 대체로 지리산의 절인 천은사와 성삼재휴게소까지의 구간을 성삼재라고 하며 높이는 1,102m이다. 성삼재를 기점으로 하여 동쪽으로 노고단 등 지리산의 주요 봉우리들이 이어져 있다. 마한 때 성씨가 다른 세 장군이 지켰다고 하여 성삼재라는 이름이 붙여졌다고 한다.